# Szakaszfelező merőleges

Szakaszfelező merőleges szerkesztése

Egyenlő szárú háromszögben az alap felezőmerőlegese a szárak által bezárt szög felezője

Egy {\displaystyle a} szakasz szakaszfelező merőlegese egy adott síkban egy olyan {\displaystyle b} egyenes, amelynek minden pontja az {\displaystyle a} szakasz {\displaystyle A} és {\displaystyle B} végpontjaitól egyenlő távolságra van. {\displaystyle b} merőleges {\displaystyle a}-ra, és áthalad annak felezőpontján. Térbeli megfelelője a szakaszfelező sík.
Más megfogalmazásban: két pontot összekötő szakasz szakaszfelező merőlegese a két ponttól egyenlő távolságra lévő pontok halmaza (mértani helye) a síkban.
Ekvivalensen, a mindkét ponton átmenő körök középpontjai alkotják a szakaszfelező merőlegest. A szerkesztés ezt a tulajdonságot használja fel, mivel a két pontból ugyanazzal a sugárral húz kört, és összeköti a keletkezett metszéspontokat. Ahhoz, hogy a metszéspontok létezzenek, kell, hogy a sugarak szigorúan nagyobbak legyenek, mint a szakasz fele.
Adva legyen a szakasz két végpontjával a derékszögű Descartes-koordináta-rendszerben. Jelölje ezeket {\displaystyle A(x_{A}|y_{A})} és {\displaystyle B(x_{B}|y_{B})}! Ha {\displaystyle y_{A}\neq y_{B}}, akkor a szakaszfelező merőleges egyenlete:
{\displaystyle y=-{\frac {x_{A}-x_{B}}{y_{A}-y_{B}}}x+{\frac {x_{A}^{2}-x_{B}^{2}+y_{A}^{2}-y_{B}^{2}}{2\cdot (y_{A}-y_{B})}}}
Ha {\displaystyle y_{A}=y_{B}}, akkor az egyenlet:
{\displaystyle x={\frac {1}{2}}(x_{A}+x_{B})}

## A háromszög oldalfelező merőlegesei
A háromszög oldalfelező merőlegesei az oldalak felezőpontjaiba állított merőleges egyenesek. Az oldalfelező merőlegesek pontjai egyenlő távolságra vannak a szakasz két végpontjától.
Tétel: A háromszög oldalfelező merőlegesei egy pontban metszik egymást.
Bizonyítás: Legyen az {\displaystyle ABC} háromszög {\displaystyle AB} oldalának felezőmerőlegese {\displaystyle e}, ennek minden pontja egyenlő távolságra van {\displaystyle A}-tól és {\displaystyle B}-től is. A {\displaystyle BC} oldal felezőmerőlegese pedig legyen {\displaystyle f}, aminek minden pontja egyenlő távolságra van {\displaystyle B}-től és {\displaystyle C}-től.
{\displaystyle AB} és {\displaystyle BC} oldal metszik egymást, így a felezőmerőlegeseik is, legyen a metszéspont {\displaystyle M}, ekkor {\displaystyle M} azonos távolságra van {\displaystyle A}-tól, {\displaystyle B}-től és {\displaystyle C}-től, vagyis {\displaystyle M} rajta van {\displaystyle AC} oldal felezőmerőlegesén is.
Ez a pont éppen a háromszög köréírt körének középpontja, mivel minden csúcstól egyenlő távolságra van. Hegyesszögű háromszög esetén ez a háromszög belsejében van. Derékszögű háromszögben az átfogó középpontja, és egybeesik az átfogó Thalész-körével. Tompaszögű háromszög esetén a háromszögön kívül található.
Egyenlő szárú háromszögben az alap felezőmerőlegese felezi a szárak által bezárt szöget.

## A koordinátageometriában
Az {\displaystyle A} és {\displaystyle B} pontok által meghatározott szakasz felezőmerőlegesét a koordinátageometriában így számíthatjuk síkban és térben:
Vezessük be az {\displaystyle {\vec {n}}={\vec {AB}}} jelölést, illetve legyen {\displaystyle M}  támaszpont, melynek helyvektora  {\displaystyle {\vec {m}}}. Ekkor
{\displaystyle {\vec {n}}\cdot \left({\vec {x}}-{\vec {m}}\right)=0}
a szakaszfelező merőleges egyenlete.

## Fordítás
Ez a szócikk részben vagy egészben  a   Mittelsenkrechte című német Wikipédia-szócikk fordításán alapul.  Az eredeti cikk szerkesztőit annak laptörténete sorolja fel. Ez a jelzés csupán a megfogalmazás eredetét és a szerzői jogokat jelzi, nem szolgál a cikkben szereplő információk forrásmegjelöléseként.